# Automeris chanchamayensis
Automeris chanchamayensis é uma espécie de mariposa do gênero Automeris, da família Saturniidae.
Sua ocorrência foi registrada no Peru, na província de Chanchamayo, departamento de Junín, a 1.480 m de altitude.